# Gorbeus
Koordinaten: 39° 42′ N, 32° 52′ O
Gorbeus oder Gorbeous (altgriechisch Γορβεοῦς) ist eine antike Stadt der keltischen Tektosagen im kleinasiatischen Galatien und die Residenz von Kastor Tarkondarius, dem Sohn des Saocondarios. Saocondarios heiratete die Tochter des Deiotarus, der seinen Schwiegersohn und seine eigene Tochter ermordete, das Kastell in Schutt und Asche legte sowie die Stadt größtenteils zerstörte.
In den antiken Nachrichten kam der Ort auch als Gorbius oder Gorbeious (altgriechisch Γορβειοῦς) oder auch Corbeus oder Korbeous (altgriechisch Κορβεοῦς) und Korbeuntos (altgriechisch Κορβεοῦντος) vor.
Im Itinerarium Antonini wird der Ort an der antiken Straße Ankyra-Tyana als Station Corbeunca zwischen Ancyra und einem Ort namens Rosologiacum angezeigt, 20 Meilen von Ancyra und 12 Meilen von Rosologiacum entfernt. Der Entfernung nach lag die Station in der Gegend von Bihnam (heute Beynam), südlich von Angora.
Als mansio Curveunta ist sie im Itinerarium Hierosolymitanum eingetragen. Die Tabula Peutingeriana gibt Gorbeus mit der Namensvariante Corueunte an. Der Geograph von Ravenna nennt Gorbeus als Corbeufe.
Die Ruinen der Stadt und des Kastells liegen in der Nähe von Oğulbey im Distrikt  in der asiatischen Türkei.